# Oscar Lehman
Carl Oscar August Lehman, född 24 november 1865 i Gävle, död där 11 maj 1916, var en svensk jurist. 
Lehman blev student vid Uppsala universitet 1883, avlade hovrättsexamen 1887, blev extra ordinarie landskontorist i Gävleborgs län samma år, extra länsnotarie där 1889, länsbokhållare 1899, länsnotarie 1903 och var landssekreterare från 1910 till sin död. Han är begravd på Gamla kyrkogården i Gävle.